# Son Gallard
Son Gallard és una possessió situada a Deià (Mallorca), concretament entre Son Rutlan, ses Cases Noves, Miramar i sa Talaia. Just per davant la casa hi passa la Ma-10, quan entra al municipi de Deià venint de Valldemossa.
Documentada el 1581, pertanyia al senyor Humbert de Togores, donzell, i la tenia arrendada a Jaume Gallard per 180 lliures a l'any. Tenia cases, olivars, alzinars i garrigues. En el segle xvi la trobam documentada com Son Gallard de Deià. El 1685 era del senyor Jeroni Gual Desmur d'Olesa i estava valorada en 11.160 lliures. El 1863 era de Pere Gual i, amb 178 quarterades era la més extensa del municipi.
Hi va residir, durant la seva joventut, santa Catalina Tomàs.